# Helicobacter hepaticus
Helicobacter hepaticus è un batterio della famiglia degli Helicobacteraceae.